# Joy Division (documentário)
Joy Division é um documentário britânico sobre a banda de pós-punk Joy Division, lançado em 2007 e dirigido por Grant Gee.

## Sinopse
O documentário mostra imagens da cidade de Manchester, onde a banda surgiu, desde a década de 1970 até os tempos atuais. Também inclui entrevistas com os três membros remanescentes, o apresentador e fundador da Factory Records, Tony Wilson, Peter Saville, Pete Shelley (vocalista dos Buzzcocks), Alan Hempsall (da banda Crispy Ambulance), Terry Mason (primeiro empresário da banda), Anton Corbijn e a jornalista belga Annik Honoré, com quem o vocalista Ian Curtis teve um romance extra-conjugal.